# Prince Nana
Prince Nana (født 16. marts 1983) er en dansk-ghanesisk tidligere fodboldspiller, som har spillet i flere danske klubber. Han spillede fortrinsvis som angriber.
Efter en tid i KB kom han i 2004 til AB og spillede der til 2008. Efter et halvt år i Køge kom han fra begyndelsen af 2009 til HIK, hvor det igen blev til et halvt år, inden han skiftede til Frem. Til nytår 2009-10 indstillede han sin aktive karriere.